# Sergio Aido
Sergio Aido Espina (* 5. September 1988 in Avilés) ist ein professioneller spanischer Pokerspieler.
Aido hat sich mit Poker bei Live-Turnieren knapp 16 Millionen US-Dollar erspielt und ist damit der zweiterfolgreichste spanische Pokerspieler. Er gewann 2019 das Super High Roller der European Poker Tour und 2022 die Seminole Hard Rock Poker Open Championship.

## Persönliches
Aido stammt aus dem asturischen Avilés. Er lebt in London und besitzt auch eine Wohnung in Macau.

## Pokerkarriere

### Werdegang
Aido spielt seit Juli 2009 online unter den Nicknames zcedrick (PokerStars und 888poker), petgamingsp (Full Tilt Poker) und nomoneynoglory (partypoker). Dabei kann er Turniergewinne von über 4 Millionen US-Dollar aufweisen.
Seine erste Geldplatzierung bei einem Live-Turnier erzielte Aido Mitte Juli 2012 in Barcelona. Ende Oktober 2012 gewann er an gleicher Stelle die National Series der World Poker Tour mit einer Siegprämie von 80.000 Euro. Anfang März 2013 entschied er das Main Event der UK & Ireland Poker Tour in London für sich und erhielt umgerechnet knapp 220.000 US-Dollar. Im Oktober 2013 cashte Aido zweimal bei der in Enghien-les-Bains ausgetragenen World Series of Poker Europe. Im Juni 2015 war er auch erstmals bei der im Rio All-Suite Hotel and Casino am Las Vegas Strip ausgespielten Hauptturnierserie der World Series of Poker erfolgreich und kam bei vier Turnieren der Variante No Limit Hold’em ins Geld. Dabei erhielt er sein mit Abstand höchstes Preisgeld von über 250.000 US-Dollar für den 14. Platz im High Roller for One Drop. Bei der Triton Poker Series Anfang November 2016 auf den Philippinen belegte Aido sowohl beim Suncity Cup als auch im Main Event den dritten Platz für Preisgelder von umgerechnet über einer Million US-Dollar. Mitte Februar 2017 gewann er das High-Roller-Event des Poker Cup in Macau für knapp 270.000 US-Dollar. Eine Woche später belegte Aido beim Main Event der Triton Series den zweiten Platz hinter Koray Aldemir, erhielt aber aufgrund eines Deals am Finaltisch das meiste Preisgeld in Höhe von über 1,3 Millionen US-Dollar. Anfang Dezember 2017 wurde Aido beim Super High Roller des Five Diamond World Poker Classic im Bellagio Fünfter für 312.000 US-Dollar. Mitte Dezember 2017 war er einer der letzten beiden verbliebenen Spieler beim High Roller der PokerStars Championship in Prag. Aufgrund eines Deals im Heads-Up erhielt Aido ein Preisgeld von 449.000 Euro und sein Kontrahent Daniel Tang den Titel sowie 381.000 Euro. Im April 2018 wurde Aido beim €50k Super High Roller der partypoker Millions in Barcelona Zweiter hinter Sam Greenwood für 600.000 Euro. Ende Juli 2018 belegte Aido beim Main Event der Triton Series im südkoreanischen Jeju-do den sechsten Platz und erhielt umgerechnet knapp 830.000 US-Dollar. Ende April 2019 gewann er das Super High Roller der European Poker Tour in Monte-Carlo und sicherte sich sein bisher höchstes Preisgeld von mehr als 1,5 Millionen Euro. Im Seminole Hard Rock Hotel & Casino in Hollywood, Florida, entschied der Spanier Anfang August 2022 die Seminole Hard Rock Poker Open Championship mit einem Hauptpreis von rund 900.000 US-Dollar für sich. Zudem gewann er Ende November 2022 an gleicher Stelle das High Roller der Rock ’N’ Roll Poker Open und erhielt aufgrund eines Deals eine Siegprämie von 500.000 US-Dollar. Auch das Super High Roller der EPT in Prag beendete Aido rund zwei Wochen später mit einem Deal; hinter Rodrigo Seiji belegte er den zweiten Rang und erhielt knapp 670.000 Euro.

### Preisgeldübersicht
Mit erspielten Preisgeldern von knapp 16 Millionen US-Dollar ist Aido nach Adrián Mateos der zweiterfolgreichste spanische Pokerspieler.
| Jahr   | Preisgeld (in $) | Turniersiege |
| ------ | ---------------- | ------------ |
| 2012   | 153.989          | 1            |
| 2013   | 476.587          | 2            |
| 2014   | 118.436          | 0            |
| 2015   | 237.783          | 0            |
| 2016   | 1.821.975        | 1            |
| 2017   | 3.632.452        | 2            |
| 2018   | 2.186.280        | 0            |
| 2019   | 3.149.267        | 1            |
| 2020   | 17.559           | 0            |
| 2021   | 938.466          | 2            |
| 2022   | 2.695.272        | 2            |
| 2023   | 524.407          | 0            |
| gesamt | 15.952.473       | 11           |